# Acabá
Acabá (em língua fon, Akaba) foi arroçu de Daomé de 1680/85 a 1708, sucedendo a seu pai Uebajá (r. 1645/50–1680/85). Seu reinado foi marcado pela consolidação de Daomé, mediante expedições militares contra Estados vizinhos, e pela reocupação do palácio de Dacodonu, (r. 1620–1645/50) antes de erigir sua morada. Nas primeiras guerras que empreendeu, vários reis locais pereceram. Então, também se interessou em expandir seu domínio à costa, na região do Reino de Aladá, mas faleceu antes de conseguir quaisquer ganhos ali. Sua morte prematura e abrupta, provavelmente na guerra, fez com que seu jovem filho Abô Sassa assumisse o trono. Por não ser adulto, o rapaz ficou sob regência de sua tia Arrambê, irmã gêmea de Acabá, que depois seria substituída, no contexto de uma guerra civil, por seu irmão Agajá.

## Vida

### Origens e reinado
Acabá era possivelmente filho do arroçu Uebajá (r. 1645/50–1680/85) com sua esposa Adonom. Teve uma irmã gêmea chamada Arrambê e um irmão mais novo chamado Agajá. A investigação das tradições clânicas alheias ao clã real de Daomé permitiu a criação da hipótese de que seu pai teria criado uma dinastia nova, em oposição a dinastia reinante de Dacodonu (r. 1620–1645/50) que era oriunda de Tadô. Nisso, se suspeita que sua família veio do sul, nas margens do lago Uemê. Caso a teoria esteja errada, então Dacodonu era seu avô. Há ainda outra hipótese de que Acabá sequer era filho de Uebajá e que o antecedeu no trono, porém igualmente carece de confirmação. Seja como for, se sabe que teve ao menos um filho, Abô Sassa, que ficou sob regência de sua tia Arrambê e então possivelmente de seu tio Agajá por ser muito jovem na altura que ascendeu. De acordo com a tradição do vodu fon, que chama Acabá de Acoicinacaba ou Coicinacaba (em fon,Koisi-Akaba), também foi pai do torroçu Zomadonu.
Acabá assumiu o trono em 1680/85, dependendo da datação. Ao ascender, inicialmente reocupou o palácio de Dacodonu antes de ordenar a construção do seu. No exterior, fez inúmeras campanhas militares que expandiram as fronteiras de Daomé para suas fronteiras naturais no rio Zu, no pântano de Lama e nos montes maís. Várias são as batalhas conhecidas por seus nomes. A primeira ocorreu no rio Uemê, perto de Porto Novo, contra Iarassei, que foi morto. O pretexto da guerra foi que Iarassei humilhou Daomé perante o amigo leal de Acabá que foi enviado a sua corte e o rei, supondo que tinha poderia militar o suficiente, foi derrotado. Acabá, para provar a seus fiéis sua satisfação, deu-lhe o título de Candobecerruanudã (aquele quem levou a besta a levá-lo à serpente). Depois, lutou em Boli Apexó (Gboli Akpeso) contra Agulé e seu aliado Dala dos ajas, que era inimigo de Daomé, em Também (Tangbé) contra Aissã e Ajulequei (Adjouleckey), que estavam prestes a invadir, em Dã perto de Subigã (Soubigan) contra Darrom (Dahon), que não queria ser amigo, e em Naguei contra Leilu (Leylou), que não quis se submeter. Todos foram mortos.
Acabá também dirigiu sua atenção ao litoral, mas não foi tão bem sucedido. Para alcançar o mar, precisaria atacar e derrotar o Reino de Aladá, que quase certamente receberia o apoio militar do Reino de Uidá, que igualmente estava na costa, e o Império de Oió, a leste, que reivindicava Aladá como um Estado tributário e certamente o socorreria. Antes de conseguir quaisquer ganhos na região, Acabá, coloca a tradição oral, morreu abrupta e prematuramente sem deixar um herdeiro aparente (vidaxó) ou alguém que já estivesse com os recursos necessários para assumir imediatamente, o que acarretou numa guerra civil entre sua irmã Arrambê, então regente de Abô Sassa, e seu irmão Agajá, que a derrotou e tomou a regência, e eventualmente o trono, para si. A morte de Acabá ocorreu em 1708, quiçá no campo de batalha. Um dos relatos coloca que ele simplesmente sumiu, enquanto outro que foi envenenado. A guerra civil, por sua vez, ocorreu em algum momento depois disso, sejam três meses, ou três anos, dependendo do relato.

## Nota
- Este artigo foi inicialmente traduzido, total ou parcialmente, do artigo da Wikipédia em inglês cujo título é «Akaba (Dahomey kings)», especificamente desta versão.